# Nätpyton

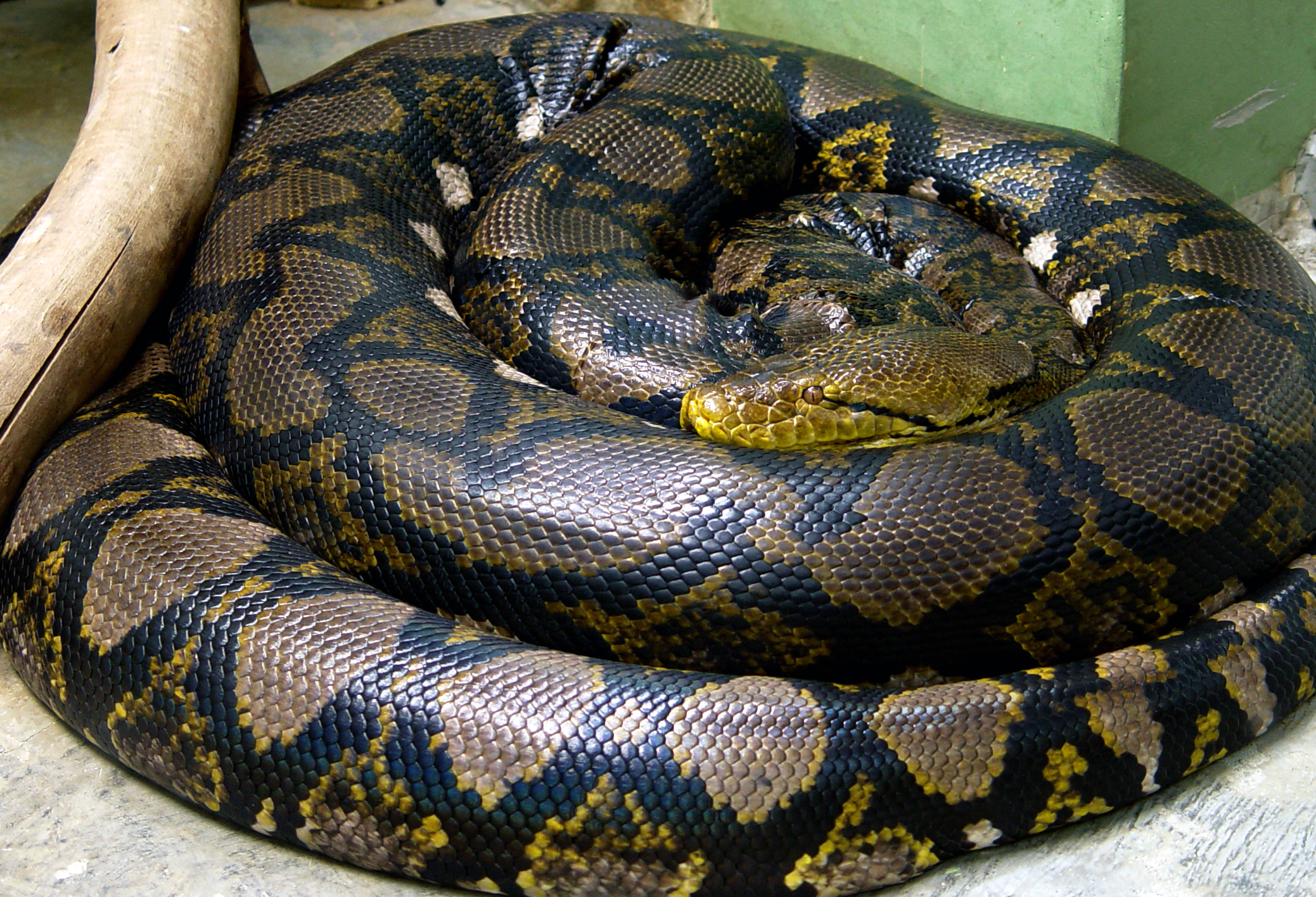
En hopringlad nätpyton

Nätpyton där nät refererar till dess nätformade teckning eller gallerpyton (Malayopython reticulatus) är en pytonorm som är världens längsta orm. De lever i Sydostasien och blir i regel 3-6 meter långa. Exemplar på över 7 meter har dock påträffats.

## Kännetecken
Nätpytonormen väger mellan 1 och 75 kilogram och kan bli omkring 3–6 meter lång, men den kan i sällsynta fall även bli längre. Världsrekordet i fångenskap hålls av en orm i Kansas City, Missouri som är 7,67 meter lång. Ormen kan enkelt kännas igen på sitt nätliknande mönster, från vilket den fått sitt namn. Färgmönstret består av ett komplext geometriskt mönster som innefattar olika färger. Ryggen har en typisk serie irreguljära ruterformer flankerade av mindre markeringar med ljuscentra. I en skuggig djungelmiljö smälter den mycket bra in med sitt kamouflage bland fallna löv. Detta skyddar dem både från rovdjur och hjälper dem att  smyga sig på sina byten. I denna arts vida utbredningsområde är variationer av storlek, färg och markeringar vanliga.

## Utbredning
Nätpytonormen hittas i Sydostasien från Andamanerna och Nikobarerna, Bangladesh, Myanmar, Thailand, Laos, Kambodja, Vietnam, Malaysia och Singapore, och österut genom Indonesien till Filippinerna och den indoaustraliska ögruppen (inklusive Moluckerna). Fynd från Indien var antagligen exemplar som flyttades ditt av människor. Artens förekomst på Timor (historisk samt aktuell) är omstridd. Nätpyton lever i låglandet och i bergstrakter upp till 1000 meter över havet. Den föredrar regnskogar och skogar nära vattendrag som habitat. Dessutom besöks angränsande gräsmarker och odlingsmark.

## Ekologi
Nätpyton ökar snabbt i storlek och den blir tidigt könsmogen. Dessutom har honor många avkommor under livet.
Denna orm har bra simförmåga och den kan simma över havet för att nå andra sydostasiatiska öar. Nätpyton var ett av de första större djuren som bosatte sig på Krakatau efter vulkanens utbrott 1883.

## Föda
Nätpytonormens naturliga föda består av däggdjur och emellanåt fåglar. Mindre exemplar äter mest gnagare såsom råttor som är kopplade till människans samhällen, medan större exemplar vanligen äter viverrider, primater och grisar. Nära mänskliga boningar har det även hänt att de slukat hönor, katter och hundar. Bland de största dokumenterade bytesdjuren man känner till var en svältande malajbjörn på 23 kilogram som blev uppäten av en nätpyton som var nästan sju meter lång. Ormen är inte giftig utan dödar sitt byte genom att kväva det. Den kan dock klara sig i månader utan föda.

## Attacker mot människor
Nätpytonattacker på människor är ovanliga men det finns dokumenterade fall då den orsakat dödsfall i såväl naturen som i fångenskap. Det finns även något enstaka dokumenterat fall då nätpyton ätit människor.
- Det inträffade två händelser i början av 1900-talet i Indonesien. På Salibabu blev en 14-årig pojke dödad, och troligen svald, av en 5,17 meter lång nätpyton. En annan var att en vuxen kvinna sägs ha blivit uppäten av en stor nätpyton, men få detaljer är kända.

- Franz Werner rapporterade ett fall från Burma, som antingen inträffade i början av 1910-talet eller år 1927. En juvelerare vid namn Maung Chit Chine, som gick på jakt med sina vänner, blev tydligen uppäten av en 6 meter lång nätpyton efter att han sökte skydd från en regnstorm i eller under ett träd. Han blev tydligen svald med fötterna först, i motsats till det normala sättet för ormar att äta sitt byte då de vanligen sväljer huvudet först. Men det kanske är det enklaste sättet för en orm att svälja en människa.

- 1932 skrev Frank Buck om en tonårspojke som åts av en husdjursnätpyton som var 7,6 meter lång i Filippinerna. Enligt Buck rymde pytonormen, och när den hittades konstaterades det att den hade svalt någonting i mänsklig form. Det visade sig vara sonen till ormens ägare.

- Bland en liten grupp av en urbefolkning från Filippinerna har sex dödsfall som utförts av nätpytonormar dokumenterats inom en period på 40 år, plus en som dog senare av ett infekterad bett.

- 4 september 1995 blev Ee Heng Chuan, en 29-årig man från södra malaysiska delstaten Johor, dödad av en stor nätpyton. Offret hade tydligen fångats aningslöst och kramades till döds. Ormen lindad runt hans livlösa kropp med offrets huvud fast i sina käftar när den upptäcktes av offrets bror. Ormen, som var sju meter lång och vägde mer än 136 kilogram, dödades strax därefter av den anländande polisen, vilket krävde fyra skott.

- 23 oktober 2008 förmodades den 25 år gamla kvinnan Amanda Ruth Black från Virginia Beach ha blivit dödad av en fyra meter lång nätpyton som hon höll som husdjur. Dödsorsaken troddes vara kvävning. Ormen hittades senare i sovrummet i ett upprört tillstånd.

- 21 januari 2009 blev en treårig pojke i Las Vegas kramad av en nätpyton, och pojken var alldeles blå i ansiktet. Pojkens mamma, som var ormvakt till en vän, räddade barnet genom att hugga ormen med kniv. Ormen avlivades senare på grund av sina dödliga sår.
- 14 juni 2018 försvann en kvinna i Indonesien på sin arbetsplats men man hittade hennes skor och machete nära en nätpyton. Efter att man dödat ormen och sprättat upp dess mage påträffades kvinnan död.[4]
- 2 juli 2024 försvann en kvinna i Indonesien efter att ha lämnat hemmet för att köpa medicin till sitt barn. Hennes make gick efter en tid ut för att leta och hittade hennes sandaler och byxor en halv kilometer från hemmet. I samband med den upptäckten hittade han även en pytonorm med väldigt stor mage. Tillsammans med bybor skar de upp magen på ormen och hittade kvinnan död inuti. [5]

Med tanke på den kända maximala bytesstorleken är det tekniskt möjligt för en fullvuxen nätpyton att öppna sina käftar tillräckligt brett för att svälja en tonårig människa, men bredden på axlarna på en vuxen människa skulle sannolikt innebära ett problem även för en orm med tillräcklig storlek.

## Reproduktion
Honan lägger cirka 24 ägg och ruvar dem i 60 till 80 dagar.
Allmänt lägger honor ägg bara vartannat till vart fjärde år.

## Status
Nätpyton jagas främst för hudens skull. I några regioner dödas de för köttets skull och flera exemplar fångas och hålls som sällskapsdjur. Enligt en studie från 2016 fångades på Sumatra i loppet av 20 år över 4 000 exemplar. Små individer kan anpassa sig för landskapsförändringar men stora exemplar upptäcks lättare i öppna landskap. Betraktad över hela utbredningsområdet är nätpyton inte sällsynt. Arten listas av IUCN som livskraftig (LC).

## Nätpytonormar i populärkultur
Kaa i Djungelboken av Rudyard Kipling är ibland identifierad som en nätpyton, men oftast tros han vara en tigerpyton.